# Casa Blanca, Chiapas
Casa Blanca är en ort i Mexiko.   Den ligger i kommunen Tecpatán och delstaten Chiapas, i den sydöstra delen av landet, 700 km öster om huvudstaden Mexico City. Casa Blanca ligger 602 meter över havet och antalet invånare är 151.
Terrängen runt Casa Blanca är huvudsakligen kuperad, men österut är den bergig. Terrängen runt Casa Blanca sluttar västerut. Runt Casa Blanca är det ganska tätbefolkat, med 58 invånare per kvadratkilometer. Närmaste större samhälle är Copainalá, 14,4 km sydost om Casa Blanca. I omgivningarna runt Casa Blanca växer huvudsakligen savannskog.